# Audi Q3
Audi Q3 este un SUV crossover de lux subcompact produs de Audi. Q3 are un motor frontal montat transversal și a intrat în producție în 2011. Vehiculele au fost puse în vânzare în iunie 2011. Modelele timpurii includ 2.0 TFSI quattro (170/211 CP), 2.0 TDI (140 CP), 2.0 TDI quattro (177 CP).